# Адидас телстар 18
Адидас телстар 18 је фудбалска лопта којом се играло на Свјетском првенству 2018, у Русији. Дизајнирана је од стране компаније Адидас, званичног партнера Фифе и произвођач лопти за Свјетска првенства од 1970. Базирана је на концепту прве Адидасове лопте за Свјетско првенство.
Телстар 18 представљен је у Москви 9. новембра 2017, од стране Лионела Месија.

## Име
Име лопте је откривено 9. новембра 2017, на презентацији у Москви, од стране Лионела Месија, добитника златне лопте на Свјетском првенству 2014. Презентацији су присуствовали бројни ранији побједници Свјетског првенства: Зинедин Зидан, Кака, Алесандро Дел Пјеро, Шаби Алонсо и Лукас Подолски. Телстар 18 је насљедник Адидасове прве лопте за Свјетско првенство, која је названа Телстар по америчком комуникационом сателиту Телстару, који је уништен током Хладног рата. Ријеч Телстар (енгл. Telstar) изведена је од комбинације ријечи телевисион (television — „телевизија”) и стар (star — „звијезда”).

## Дизајн
Оригинална телстар лопта кориштена на Свјетском првенству 1970. је била прва лопта са црним и бијелим обрасцем. То је урађено да би се осигурало да ће публика преко телевизије знати гдје је лопта у току игре, јер су се користили црно бијели телевизори, док су телевизори у боји били ријетки у свијету у то доба. Иако је оригинални телстар имао 32 табле, телстар 18 има шест текстурних табли. Оне нису пришивене, већ су прилијепљене заједно.
У лопту је уграђен NFC (енгл. near-field communication — „комуникација кратког поља”) чип, који је уграђен по први пут у историји Свјетских првенстава. Ипак, не користи фудбалерима, не пружа информације о њиховим ударцима ногом или главом, иако је Адидас то омогућио код претходне лопте. Корисници који купе лопту, могу да се конектују на чип преко паметних телефона, да би имали приступ садржају и информацијама које су јединствене за лопту, персонализоване и локализоване, обезбеђујући корисницима приступ садржају о Свјетском првенству.

## Критика лопте
Лопта је наишла на критике након што су две лопте пукле током утакмице првог кола групне фазе између Аустралије и Француске, и још једна на утакмици Аргентине и Исланда. Четврта телстар 18 лопта је изгубила притисак на утакмици између Саудијске Арабије и Уругваја 20. јуна.

## Адидас телстар мечта
На крају групне фазе Свјетског првенства 2018. Фифа је објавила нови дизајн лопте за елиминациону фазу, названу Телстар мечта. Ријеч мечта (рус. мечта) на руском значи „сан” или „амбиција”.